# Uwe Bahnsen
Uwe Bahnsen (Amburgo, 1930 – Salisburgo, 30 luglio 2013) è stato un ingegnere e progettista tedesco.

## Biografia
Dopo un periodo d'apprendistato come vetrinista, ha studiato al College of Fine Arts di Amburgo. Dal 1958 al 1986 ha ricoperto vari incarichi presso Ford Europa, di cui il principale fu vicecapo del design. Durante questo periodo progettò la Ford Taunus 17m e la Ford Capri II. Inoltre fece parte  del team coinvolto nella progettazione della prima generazione della Ford Capri, in collaborazione con il capo designer Phil Clark.

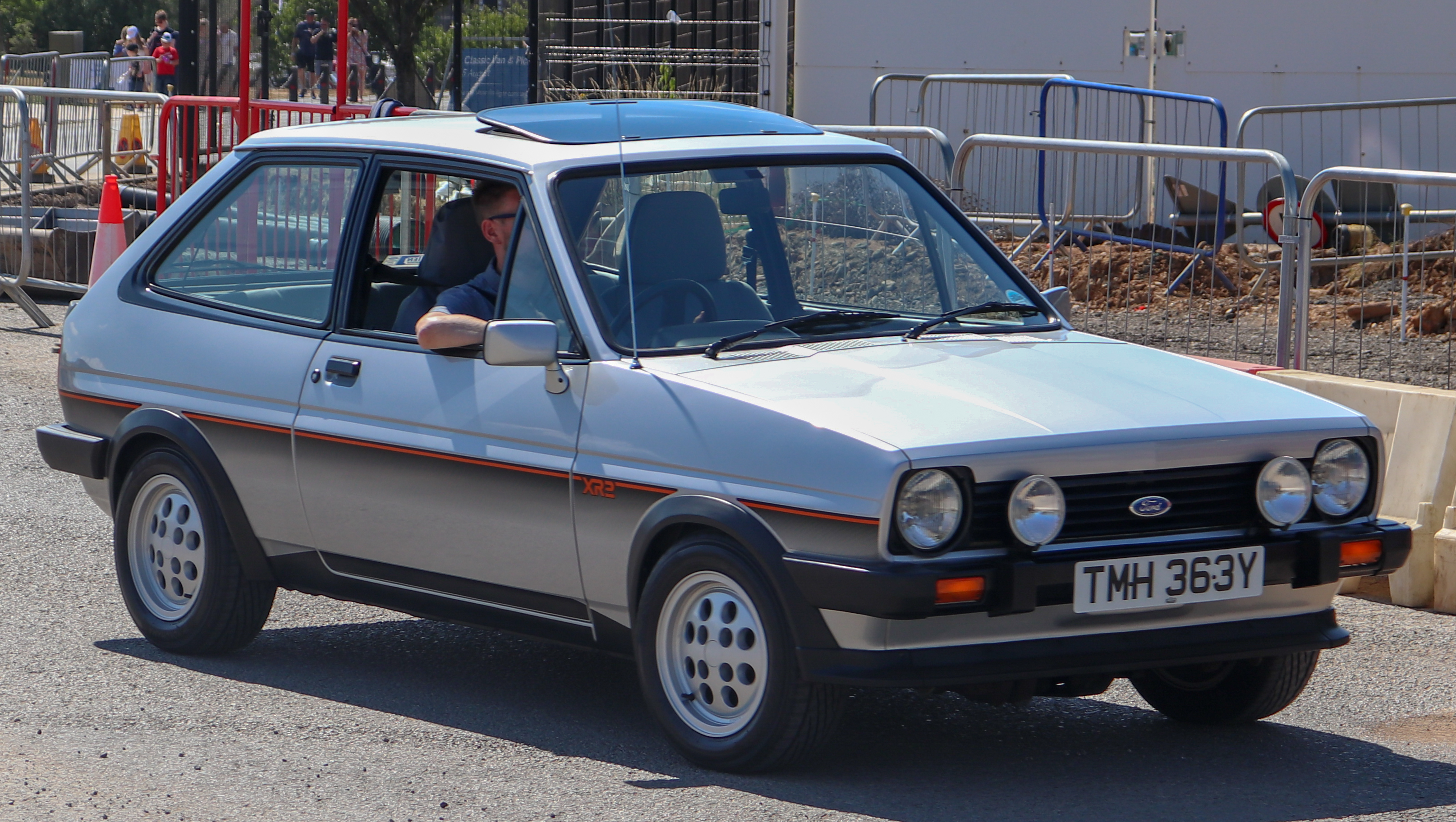
Ford Fiesta Mk I

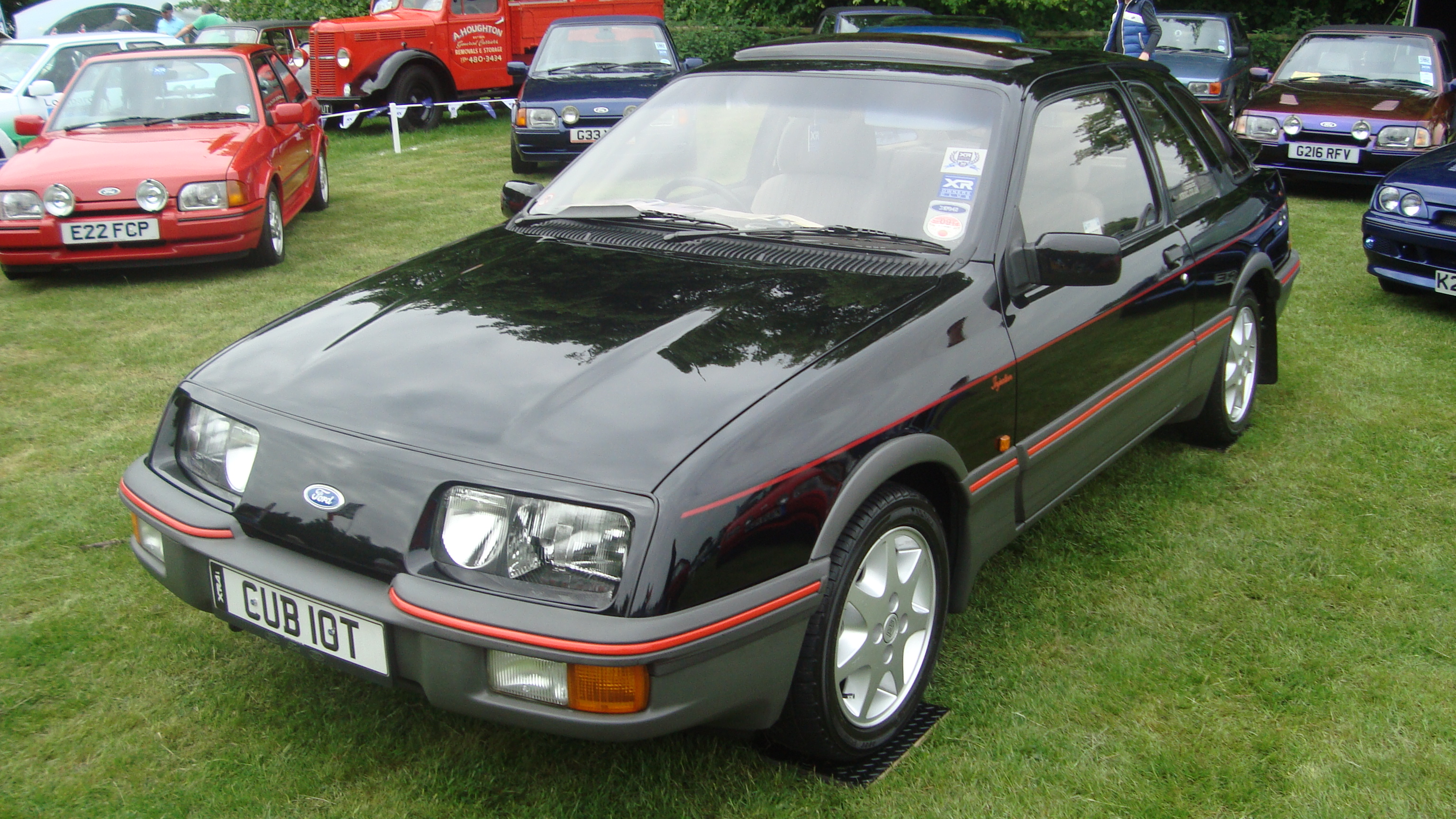
Ford Sierra

A metà degli anni 70, Bahnsen cambiò la filosofia progettuale e il linguaggio del stilistico delle vetture Ford, passando da linee curve e morbide, ad un design squadrato e spigolo, come per esempio sua Escort Mk II (1975), Cortina/Taunus Mk IV (1976), Granada Mk II (1978) e Escort Mk III (1980). All'inizio degli anni 80, cambiò nuovamente il registro stilistico delle vetture, che fu caratterizzato da un design arrotondato e più aerodinamico, come per esempio la Ford Sierra nel (1982).

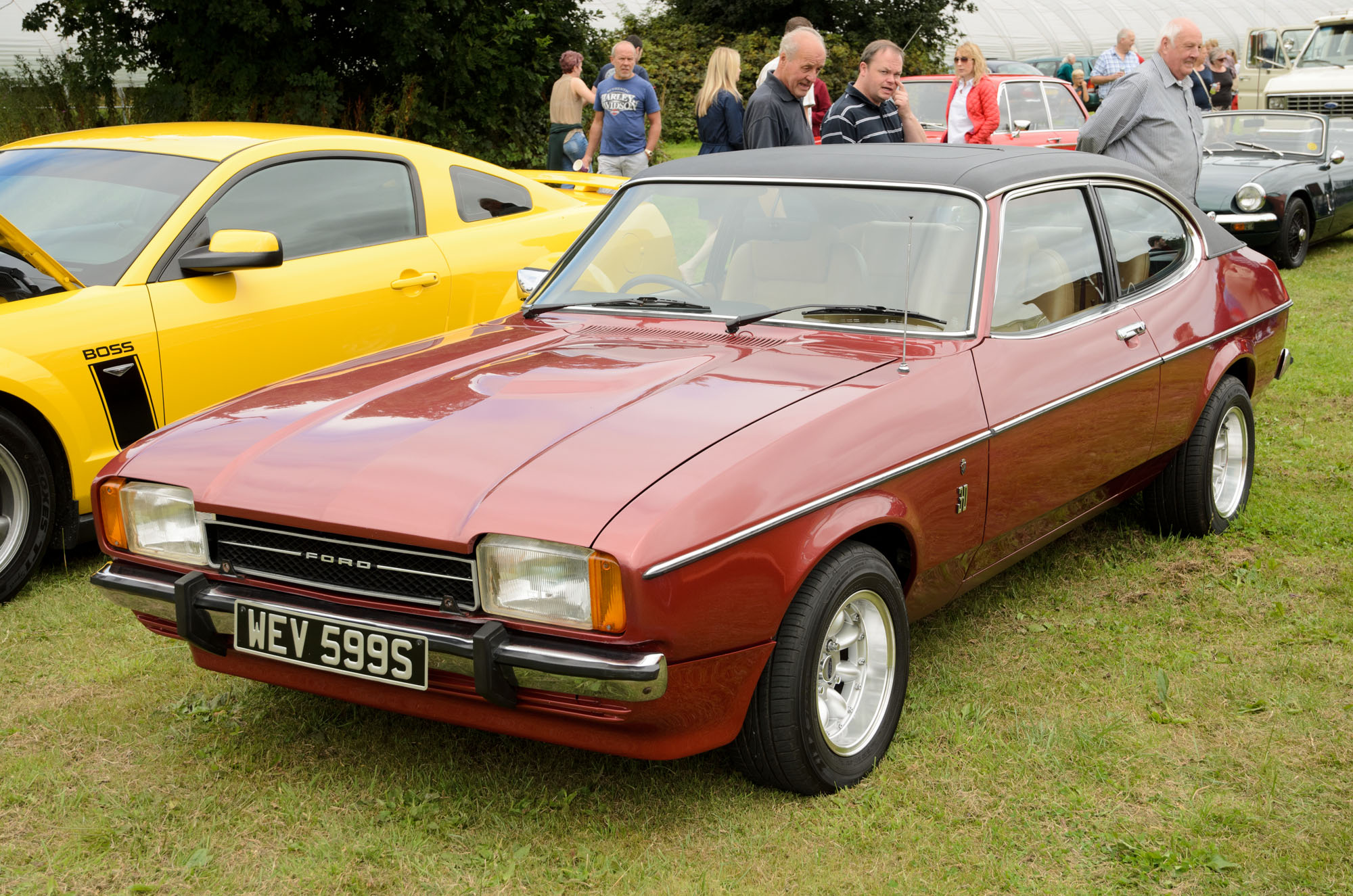
Ford Capri MK II

Nel 1986 Bahnsen lasciò la Ford per diventare direttore presso l'Art Center College of Design di La Tour-de-Peilz (Svizzera), ruolo che ricoprì dal 1990 al 1995. Nel 1992 fu eletto nel Consiglio Direttivo dell'International Council of Societies of Industrial Disegn (ICSID), ricoprendo la carica di presidente dal 1995 al 1997. Uwe Bahnsen è stato membro della Royal Society of Arts, membro della Chartered Society of Designers e membro internazionale della Industrial Designers Society of America (IDSA).
Morì a luglio 2013 nel Sud della Francia.